# Itinéraire bis (film, 1983)
Pour les articles homonymes, voir Itinéraire Bis (homonymie).
Pour plus de détails, voir Fiche technique et Distribution.
Itinéraire bis est un film français réalisé par Christian Drillaud et sorti en 1983.

## Fiche technique
- Titre  : Itinéraire bis
- Réalisation : Christian Drillaud
- Conseiller technique : Jean-Patrick Lebel
- Scénario : Jean-Claude Carrière, 	Christian Drillaud
- Photographe : Eduardo Serra
- Montage : Christiane Lack
- Musique : Jean Musy
- Son : Alix Comte
- Décors : Carlos Conti
- Producteur : René Féret
- Production : 	Les Films de l'Arquebuse, Antenne 2
- Format : Couleur
- Genre : drame
- Durée : 90 minutes
- Date de sortie : 
  - France : 23 février 1983

## Distribution
- Georges Wilson : Charles
- Rufus : Cyprien
- André Marcon : Robert
- Martine Kalayan : Jeanne
- Claire Maurier : Marthe
- Roland Amstutz : Camille
- Pierre Ascaride : Un voleur
- Françoise Bette : Simone
- Malick Bowens : L'homme noir Banania
- Juliette Brac : La femme du couple à la Ford
- Magali Clément : La jeune femme du camping-car
- Marc Fayolle : Pelletti
- Jean-Claude Frissung : Un voleur
- Pascal Marechau : Le poète
- Pierrick Mescam : L'homme en vert
- Denise Péron : La mère de Robert
- Jean-Claude Perrin : L'homme du couple à la Ford
- Isabelle Sadoyan : Mme Panoux
- Jacques Boudet : le serveur du bistrot
- Bernard Cazassus
- Gérard Chaillou
- Michel Such